# Stensjöflon
Stensjöflon este o arie protejată (arie specială de conservare — SAC, sit de importanță comunitară — SCI) din Suedia întinsă pe o suprafață de 841,6 ha, integral pe uscat.

## Localizare
Centrul sitului Stensjöflon este situat la coordonatele 63°15′55″N 16°27′34″E / 63.2652°N 16.4594°E.

## Înființare
Situl Stensjöflon a fost declarat sit de importanță comunitară în decembrie 1998 pentru a proteja 2 specii de plante. Situl a fost protejat și ca arie specială de conservare în martie 2011.

## Biodiversitate
Situată în ecoregiunea boreală, aria protejată conține 6 habitate naturale: Mlaștini împădurite, Taiga vestică, Mlaștini turboase de tranziție și turbării mișcătoare, Mlaștini alcaline, Păduri caducifoliate de mlaștină fino-scandinave, Turbării Aapa.
La baza desemnării sitului se află mai multe specii protejate de  plante (2): Hamatocaulis vernicosus, ochii-șoricelului (Saxifraga hirculus).